# Institut supérieur des techniques de gestion des affaires de Goma
L'Institut supérieur des techniques de gestion des affaires de Goma (ISTGA-Goma) est un établissement d'enseignement supérieur situé à Goma, chef-lieu de la province du Nord-Kivu, en république démocratique du Congo. Fondé pour répondre aux besoins croissants en formation dans le domaine de la gestion et des affaires, l'ISTGA-Goma s'est donné pour mission de former des cadres compétents capables de contribuer au développement économique et social de la région et du pays.

## Historique
L'ISTGA-Goma a été créé pour offrir une formation de qualité en gestion des affaires, comblant ainsi un vide dans l'offre éducative de la région. Depuis sa création, l'institut s'est engagé à fournir un enseignement axé sur les compétences pratiques et théoriques nécessaires pour exceller dans le monde des affaires.

## Programmes et filières
L'ISTGA-Goma propose plusieurs programmes de licence dans des domaines variés liés à la gestion et aux affaires. Parmi les filières offertes, on peut citer :
- Gestion des Organisations de Santé (GOS) : Cette filière forme des gestionnaires capables de diriger efficacement des institutions de santé, en mettant l'accent sur l'optimisation des ressources et l'amélioration des services de santé.
- Ces programmes sont conçus pour doter les étudiants des compétences nécessaires pour relever les défis du monde professionnel actuel.

## Infrastructure et ressources
L'ISTGA-Goma dispose d'infrastructures modernes pour faciliter l'apprentissage de ses étudiants. L'institut est équipé de laboratoires informatiques, de bibliothèques fournies en ouvrages spécialisés, et de salles de cours adaptées aux besoins pédagogiques contemporains.

## Corps enseignant
L'institut bénéficie d'un corps professoral qualifié, composé d'enseignants expérimentés dans leurs domaines respectifs. Ces professionnels apportent une riche expérience académique et pratique, assurant une formation de qualité aux étudiants.

## Admission et inscriptions
Pour être admis à l'ISTGA-Goma, les candidats doivent remplir certaines conditions, notamment la possession d'un diplôme d'études secondaires ou son équivalent, et fournir les documents requis lors de l'inscription. L'institut propose des programmes adaptés aux étudiants, avec des horaires flexibles pour répondre aux besoins des apprenants, y compris des cours en journée et en soirée.

## Partenariats et Collaborations
L'ISTGA-Goma collabore avec diverses institutions et organisations pour enrichir l'expérience éducative de ses étudiants. Ces partenariats offrent des opportunités de stages, de formations complémentaires, et facilitent l'insertion professionnelle des diplômés.

## Engagement envers la communauté
Au-delà de sa mission éducative, l'ISTGA s'engage activement dans le développement communautaire. L'institut participe à diverses initiatives visant à améliorer les conditions de vie dans la région, notamment à travers des programmes de sensibilisation et de développement durable.
En somme, l'institut supérieur des techniques de gestion des affaires de Goma se positionne comme un acteur clé dans la formation des cadres en gestion, contribuant ainsi au développement socio-économique de la République Démocratique du Congo.